# Jurista

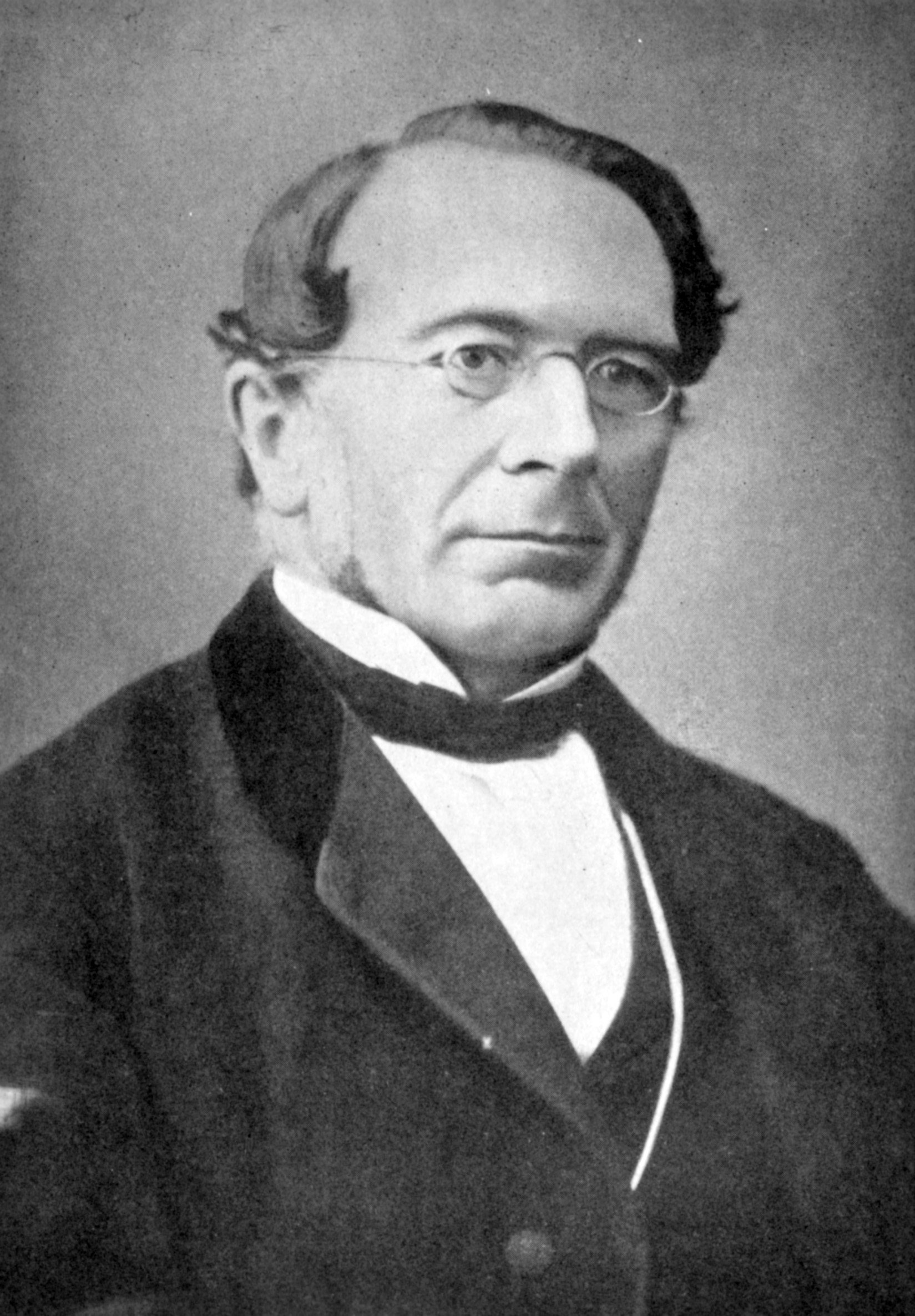
Rudolf von Ihering, um dos mais importantes juristas do Direito alemão.

Um jurista e, em algumas acepções, jurisconsulto, jurisperito e, ainda, jurisprudente, é toda pessoa que dependa de bacharelado (licenciatura em Portugal) em Direito para atuar profissionalmente.
A esfera pública possui diversas espécies desta profissão como o promotor, procurador, juiz (em que estão inclusos desembargador e ministro do Judiciário), defensor público e delegado. Por outro lado, a esfera privada possui os advogados (nas mais diversas áreas de especialização) e os juízes arbitrais, apesar de estes não dependerem de formação jurídica para exercer o ofício no Brasil.
Um jurista, no sentido estrito, é alguém, com bacharelado (licenciatura em Portugal), mestrado ou doutoramento em Direito, que estuda, analisa e comenta a lei, ensina Direito ou escreve livros jurídicos o que contrasta com um advogado, alguém que assessora e defende juridicamente um cliente e pensa o Direito em termos práticos.
Uma pessoa pode ser um advogado e jurista, mas um jurista não é necessariamente um advogado, tampouco o advogado é necessariamente um jurista. O jurista possui um amplo conhecimento da "lei". O trabalho do jurista é o estudo, e análise da lei e  trabalho do advogado  é a defesa jurídica e a assistência judicial das pessoas particulares.
Na América Latina, especificamente, só se utiliza o termo jurista para fazer referência aos peritos em Direito, em qualquer dos seus ramos, que alcançaram um alto nível de desenvolvimento teórico. Logo, o termo consiste numa distinção ou reconhecimento atribuído pela comunidade jurídica, até porque assim ninguém se intitula, mas é reconhecido como tal.

## Origem
Atribui-se a origem destes termos ao sistema jurídico romano, que por volta do século IV a.C., ao tornar públicas as normas, surgiu a necessidade de interpretá-las. Estes intérpretes foram nomeados jurisprudentes ou jurisconsultos. A sua função era estudar a lei e responder às consultas públicas, solucionando os casos que lhes eram apresentados. A suas interpretações originaram a jurisprudência.